# 主教座堂广场 (特伦托)
,

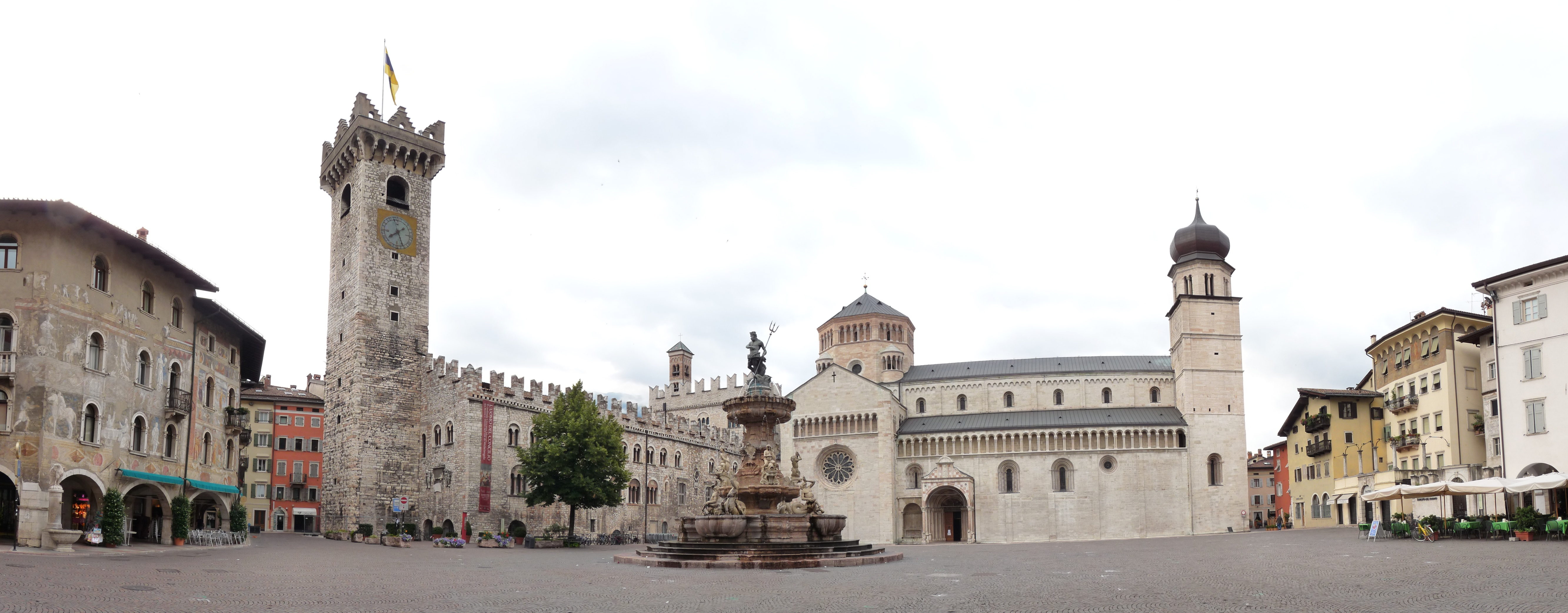

主教座堂广场（Piazza Duomo）是意大利特伦托的主广场 。
广场上有特伦托主教座堂、普雷托里奥宫、市民塔、卡祖菲之家、雷拉之家、巴尔杜尼之家、杰洛尼之家、海神喷泉和老鹰喷泉。